# طلاب بودولسك
طلاب بودولسك (الروسية: Подольские курсанты) يُعرف أيضًا باسم آخر المعاقل أو الموقف النهائي، هو فيلم روسي عن الحرب العالمية الثانية لعام 2020 من تأليف وإخراج فاديم شميليوف. تدور القصة عن الأداء البطولي لطلاب بودولسك العسكريين في معركة موسكو في أكتوبر 1941.

## القصة
يكمل طلاب مدارس المدفعية والمشاة في بودولسك تدريبهم وسيصبحون قريبًا قادة. صديقان يتنافسان على فتاة. فجأة، تعرف القيادة عن اختراق الجبهة وتحرك أسطول دبابات ألماني إلى موسكو. القوة الجادة الوحيدة هي الطلاب العسكريون، يجب عليهم إيقاف الألمان عند خط دفاع إيلينسكي والصمود حتى اقتراب الدعم الاحتياطي. في المعارك الشرسة، حيث يموت الكثير منهم، يقومون بهذه المهمة.

## إنتاج

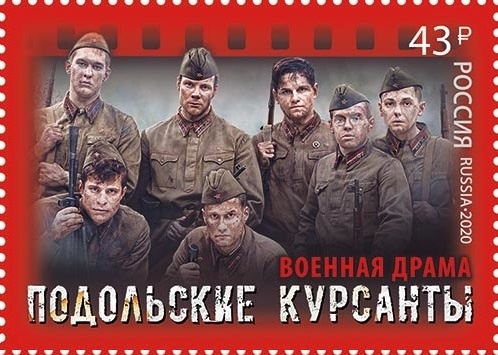
طابع روسي عام 2020 مخصص لطلاب بودولسك (فيلم 2020)

تم تصوير الفيلم في مجمع سينمائي مبني خصيصاً من شركة الإنتاج "VoenFilm" في ميدين، حيث تم بناء قرية، وحفر حصون صغيرة، وتم بناء نهر وملؤه بالماء، وتم إغراق جزء من طريق فارشافسكويه السريع. حاول المستشارون التاريخيون تحقيق أقصى قدر من الموثوقية لما تم عرضه، حتى إعادة بناء أعداد الدبابات والطائرات؛ على وجه الخصوص، شخصية بيزروكوف مسلحة بمدفع رشاش طومسون، حيث تم العثور على مثل هذا السلاح أثناء عمليات التنقيب عند حدود إلينسكي.

### التصوير
مكان تصوير الفيلم الروائي كان في الفترة من أغسطس إلى نوفمبر 2018، مشاهد الأيام السلمية: عقارات إيفانوفسكويه في بودولسك أوربان أوكروغ، محافظة موسكو و‌كالوغا أوبلاست.
تم دعم المشروع من قِبل وزارة الثقافة في الاتحاد الروسي، و‌وزارة دفاع الاتحاد الروسي، و‌وزارة الطوارئ الروسية، ومحافظ موسكو أوبلاست، وحاكم كالوغا أوبلاست، ونواب مجلس الدوما، واتحاد الشباب الروسي، وشخصيات عامة وسياسية معروفة.
يوفر الأرشيف المركزي لوزارة الدفاع الروسية الدعم الاستشاري والإشراف المناسب على مصداقية الفيلم.
يرأس مجلس الإشراف على مشروع الفيلم فايتشيسلاف فيتيسوف.

## استقبال

### الميزانية
كانت ميزانية الفيلم 450 مليون روبل، منها 60 مليونًا قدمتها وزارة الثقافة، والباقي خصصه مستثمرون وموزعون واستوديو سينمائي.

## إصدار
صدر الفيلم باللغة الروسية من قِبل مؤسسة الشراكة المركزية في 4 نوفمبر 2020.

## الجوائز
حصل الفيلم على ثلاث جوائز في مهرجان براغ السينمائي المستقل لعام 2021 - الجائزة الكبرى وأفضل مخرج وأفضل ممثل (سيرغي بيزروكوف) وأفضل موسيقى.